# Gauliga Bayern 1935/36
De Gauliga Bayern 1935/36 was het derde voetbalkampioenschap van de Gauliga Bayern. 1. FC Nürnberg werd kampioen en plaatste zich voor de eindronde om de Duitse landstitel. De club werd groepswinnaar en plaatste zich voor de halve finale tegen FC Schalke 04. Na een 2-0-overwinning ging de club ook door naar de finale tegen Fortuna Düsseldorf, die met 2-1 gewonnen werd.

## Eindstand
| Plaats | Club                 | Wed. | W  | G | V  | Saldo | Ptn.  |
| ------ | -------------------- | ---- | -- | - | -- | ----- | ----- |
| 1.     | 1. FC Nürnberg       | 18   | 13 | 5 | 0  | 36:12 | 31:5  |
| 2.     | SpVgg Fürth          | 18   | 12 | 4 | 2  | 37:14 | 28:8  |
| 3.     | FC Bayern München    | 18   | 11 | 2 | 5  | 47:26 | 24:12 |
| 4.     | 1. FC Schweinfurt 05 | 18   | 7  | 4 | 7  | 37:31 | 18:18 |
| 5.     | BC Augsburg          | 18   | 6  | 3 | 9  | 31:32 | 15:21 |
| 6.     | ASV 1928 Nürnberg    | 18   | 5  | 3 | 10 | 24:29 | 13:23 |
| 7.     | TSV 1860 München     | 18   | 5  | 3 | 10 | 24:34 | 13:23 |
| 8.     | FC Wacker München    | 18   | 5  | 3 | 10 | 21:36 | 13:23 |
| 9.     | 1. FC Bayreuth       | 18   | 3  | 1 | 14 | 20:39 | 7:29  |
| 10.    | FC 1905 München      | 18   | 2  | 1 | 15 | 18:42 | 5:31  |

|  | Kampioen, geplaatst voor nationale eindronde |
|  | Degradatie naar Bezirksliga                  |

## Promotie-eindronde
| Plaats | Club                   | Wed. | Saldo | Ptn. |
| ------ | ---------------------- | ---- | ----- | ---- |
| 1.     | VfB Ingolstadt-Ringsee | 10   | 22:9  | 15:5 |
| 2.     | VfB 1907 Coburg        | 10   | 21:10 | 14:6 |
| 3.     | SSV Jahn Regensburg    | 10   | 18:10 | 13:7 |
| 4.     | MTV Fürth              | 10   | 17:32 | 8:12 |
| 5.     | SSV Schwaben Augsburg  | 10   | 14:18 | 5:15 |
| 6.     | Post SV Nürnberg       | 10   | 12:25 | 5:15 |

|  | Promotie naar Gauliga Bayern 1936/37 |